# دیو (شخصیت دیزنی)
دیو (به انگلیسی: The Beast) یک شخصیت خیالی از دیو و دلبر (۱۹۹۱) سی‌اُمین فیلم پویانمایی بلند والت دیزنی پیکچرز است که همچنین در دو دنبالهٔ فیلم ویدئویی دیو و دلبر: کریسمس سحرانگیز و دنیای جادویی بل ظاهر می‌شود. دیو بر پایهٔ قهرمان داستان فرانسوی دیو و دلبر از ژان ماری لپرنس دو بومونت توسط فیلمنامه‌نویس لیندا وولورتون ساخته شد و توسط گلن کین پویانمایی شد.
این فیلم و دیگر فیلم‌ها هرگز نام واقعی شاهزاده را ذکر نکردند، اما در یک بازی سی‌دی-رام گفته شد: «نام شاهزاده آدام است.» آدام که شاهزاده ای متنعم بود، به عنوان مجازاتی برای روش‌های بی‌عاطفه و خودخواهانه‌اش به یک جانور شنیع تبدیل شده‌است که باید برای بازگشت به شکل سابقش، عشق یک زن جوان زیبا به نام بل را به دست آورد که در قلعه او زندانی است. این کار باید قبل از افتادن آخرین گلبرگ از گل رز طلسم شده در سالروز بیست و یکمین تولد او انجام شود. رابی بنسون بازیگر آمریکایی صداپیشگی دیو را در تمامی حضورهای فیلم‌های پویانمایی بر عهده دارد. فیلم ۱۹۹۱ در قالب یک موزیکال برادوی در سال ۱۹۹۴ اقتباس شد که نقش اصلی آن را ترنس مان بازیگر آمریکایی بر عهده داشت. دن استیونز نسخهٔ لایو اکشن این شخصیت را در اقتباس لایو اکشن سال ۲۰۱۷ از فیلم اصلی سال ۱۹۹۱ به تصویر می‌کشد.